# Maschinengewehr 30
A Maschinengewehr 30 vagy MG 30 egy német tervezésű géppuska volt, amely különféle fegyveres erőknél szolgált az 1930-as években. Módosított változatai a szabványos német repülőgép-fedélzeti géppuskák, az MG 15 és az MG 17 voltak. A legfontosabb a tervezeti mintája, amelyet az MG 34 és az MG 42 géppuskák tervezésénél használtak, így ez az egyik fő elődje számos, a 21. században is elterjedt fegyvernek.

## Történet
Az MG 30 fejlesztése Louis Stange irányítása alatt zajlott a Rheinmetall Sömmerda-i irodájában. Habár a Versailles-i békeszerződés értelmében a géppuskák tényleges gyártása tilos volt Németországban, és a tervezetet a Reichswehr visszautasította. A Rheinmetall ezután más cégekhez fordult, majd a tervezet licencét a svájci Solothurn és az osztrák Steyr-Daimler-Puch vette meg. Hamarosan el is kezdődött a sorozatgyártás, majd mindkét országban rendszerbe is állították, Svájcban Solothurn S2-100, Ausztriában Maschinengewehr Solothurn 1930 vagy MG30 néven. Ezen kívül 2000-3000 darabot vásárolt Magyarország, ahol Solothurn 31. M Golyószóró néven rendszeresítették. A fegyver több változatban készült:
- MG S2-100 géppuska (korábban Rheinmetall MG Rh 29, ill. Söda-MG / 20 lőszeres tárból tüzelt)
- MG S2-200 géppuska (az MG S2-100 sorozatgyártott némileg módosított változata)
- MG 30 géppuska (MG S2-200 Ausztriának, 8x56R kaliberben)
- MG 31 géppuska (MG S2-200 Magyarországnak, 8x56R kaliberben, 31. M Golyószóró)
- MG 43 géppuska (Az MG 31 7,92x57 lőszerhez átalakított változata, 43. M Golyószóró, 30 lőszeres új tárral)
- MG T6-200 géppuska (rögzített repülőgépfegyver, MG S2-200 alapú, de hevederes adagolású)
- MG T6-220 géppuska (flexibilisen rögzíthető MG T6-200 dupla dobból adagolt hevederrel)
- MG S3-200 géppuska (hasonló az S2-200-hoz, de heverederes adagolású - 50, 100 és 200 lőszeres heveder is létezett, de a cső melegedése miatt az utóbbi gyakorlati használata kérdéses)[1][2]

## Tervezet
A fegyver léghűtéses, rövid csőhátrasiklású, a szabvány 7,92×57 mm Mauser lőszert tüzelte, a lőszerjavadalmazást egy némileg ívelt 30 töltényes tárból biztosították, amely a fegyver bal oldalába csatlakozott. A fegyver egy zárógyűrűt használ, amely a cső végén helyezkedik el, ez zárja a reteszt. A gyűrű forgása nyitja és zárja a reteszt, ezt a gyűrű külsejére rögzített görgők irányítják. Hátrasikláskor ezek a görgők vájatokban futnak, amelyeket a tokba vágtak. A fegyver relatíve egyszerű tervezésű, a legtöbb része kör keresztmetszetű. A csőtok a fegyvercső torkolattal folytatódik. A tusában egy cső van, amely a rugót és annak vezetőjét tartalmazza.
Az MG30 képes volt fél-automata és teljesen automata üzemmódban tüzelni, a tűzgyorsasága 600-800 lövés/perc között volt teljesen automata módban. A fegyverhez javadalmazott egy behajtható villaállvány, amelyet a cső kétharmadánál rögzítettek.

## Változatok
A Rheinmetall Borsig irodája módosította az MG 30 tervezetét, hogy repülőgép fedélzeti fegyverként használhassák, így jött létre a Flugzeugmaschinengewehr 15, vagy MG 15. A fő változtatások: egy dupla-dobtár, amely 75 töltényt tartalmazott, illetve az eltávolítható tusa, hogy a bombázók szűk részeiben is használhassák.
1936-ban a további változtatások vezettek az MG 17 kifejlesztéséhez, amely magában foglalta a töltényfüzér használatát a dobtárak mellett, így a tűzgyorsaságot 1200 lövés/perc körüli értékre növelve. A fegyverrel lehetett egy megszakító segítségével a repülőgép propellerén keresztül tüzelni.
1942-ben a repülőgépek fedélzeti fegyvereinek mérete dramatikusan megnövekedett, és a 7,92 mm-es fegyverek többé már nem bizonyultak hasznosnak a Luftwaffe számára. Sokat ezután a hadseregnek küldtek, ahol elindítottak egy programot, miszerint módosítják a fegyvereket szárazföldi használatra villaállvány és egyszerű fémtusa hozzáadásával.

## Alkalmazása
A Magyar Királyi Honvédségben minden puskás (lövész) században 12 db 31 M. volt rendszeresítve. A három szakaszban rajnonként 1, azaz 3-3 db golyószóróként (könnyűgéppuskaként) szerepelt, minden lövész rajban 1 fegyverkezelő és 2-3 lőszeres honvéd szolgálta ki. A negyedik szakaszban a 3 db raj 31 M. fegyverei el voltak látva háromlábú állvánnyal, így a közepes géppuskák feladatát tudta ellátni ezekkel a 7 fős raj. A honvédség 2-3000 géppuskát vásárolt, majd a Danuvia kis mennyiségben gyártotta 1939-ig. Ekkor futott fel a termelés, a bizonyíthatóan átadott fegyverek száma: 1939: 200 db, 1940: 4900 db, 1941: 950 db, 1942: 1300 db, 1943: 183 db, 1944: 1500 db (részben már 43 M. kivitelben). Azaz összesen több, mint 12000 golyószóró került az Honvédség és az Erdélyi Székely Nemzetőrség birtokába, a katonák meghatározó fegyvere volt. Egyetlen hátrányának a kis kapacitású, 20 lőszeres tárat tartották a katonák, azonban a hevederes adagoló mechanizmust (S3-200) ismeretlen okokból nem vásárolta meg hozzá a honvédség. A háborút túlélő 31 M.-t 1956-ig raktárban tartották, miután szinte mindegyiket beolvasztották.

## Lásd még
- MG 34
- MG 42
- MG 3
- MG 81
- SIG 710–3
- Kg/1940

## Fordítás
- Ez a szócikk részben vagy egészben  a   MG 30 című angol Wikipédia-szócikk ezen változatának fordításán alapul.  Az eredeti cikk szerkesztőit annak laptörténete sorolja fel. Ez a jelzés csupán a megfogalmazás eredetét és a szerzői jogokat jelzi, nem szolgál a cikkben szereplő információk forrásmegjelöléseként.
- Források:

1. ↑  Steyr-Solothurn MG 30 (angol nyelven). Modern Firearms, 2010. október 27. (Hozzáférés: 2023. szeptember 12.)
2. ↑  Solothurn-Steyr S2-200 (MG30). www.militaryfactory.com. (Hozzáférés: 2023. szeptember 12.)
3. ↑  Dombárdy Lóránd (1993). „A Magyar könnyű fegyverzet gyártása 1938 és 1944 között”. Hadtörténelmi Közlemények.
4. ↑  Konkoly-Thege Barna (1943). „Kötelékben Lévő Század Védelmi Harca”. Magyar Katonai Szemle, 29–38. o.